# Chaoilta carinicornis
Chaoilta carinicornis är en stekelart som först beskrevs av Günther Enderlein 1920.  Chaoilta carinicornis ingår i släktet Chaoilta och familjen bracksteklar. Inga underarter finns listade i Catalogue of Life.